# 柴岗乡
柴岗乡，是中华人民共和国河南省周口市扶沟县下辖的一个乡镇级行政单位。

## 行政区划
柴岗乡下辖以下地区：
柴岗村、东营村、西营村、梅桥村、小张村、张余集村、两坡村、塔湾村、支亭村、寺后村、袁楼村、朱岗村、翟楼村、歧岗村、路寺台村、后李村、前李村、从河村、汲下村、位寨村、唐庄村、巩河村、邢坡村、下岗村和陈准村。